# 夜の囁き
『夜の囁き』（Face Value）は、1981年にリリースされた、フィル・コリンズ初のソロ・アルバム。
2016年にはジャケット写真をアップデートしリマスターを施したデラックス・エディションを発売。

## 収録曲
1. 夜の囁き - "In the Air Tonight" (フィル・コリンズ) - 5:36
2. 愛の証 - "This Must Be Love" (コリンズ) - 3:56
3. ビハインド・ザ・ラインズ - "Behind the Lines" (トニー・バンクス、コリンズ、マイク・ラザフォード) - 3:53
4. 天を仰いで - "The Roof is Leaking" (コリンズ) - 3:18
5. ドロウンド - "Droned" (コリンズ) - 2:50
6. ハンド・イン・ハンド - "Hand in Hand" (コリンズ) - 5:23
7. アイ・ミスド・アゲイン - "I Missed Again" (コリンズ) - 3:46
8. 言葉はいらない - "You Know What I Mean" (コリンズ) - 2:33
9. 雷鳴と稲妻 - "Thunder and Lightning" (コリンズ) - 4:13
10. アイム・ノット・ムービング - "I'm Not Moving" (コリンズ) - 2:35
11. 甘い囁き - "If Leaving Me Is Easy" (コリンズ) - 4:55
12. トゥモロー・ネバー・ノウズ - "Tomorrow Never Knows" (レノン＝マッカートニー) - 4:47

### 隠しトラック
本国で発売されたこのアルバムには、12曲目の後に隠しトラックとして、「虹の彼方に (Over the Rainbow)」が収録されている。

## チャート
| チャート (1981年)                          | 最高位 |
| ------------------------------------------ | ------ |
| オーストラリア (Kent Music Report)         | 2      |
| オーストリア (Ö3 Austria)                  | 3      |
| カナダ (RPM)                               | 1      |
| オランダ (MegaCharts)                      | 2      |
| フィンランド (The Official Finnish Charts) | 14     |
| ドイツ (Offizielle Top 100)                | 2      |
| イタリア (Musica e Dischi)                 | 8      |
| ニュージーランド (RMNZ)                    | 4      |
| ノルウェー (VG-lista)                      | 5      |
| スウェーデン (Sverigetopplistan)           | 1      |
| UK アルバムズ (OCC)                        | 1      |
| US Billboard 200                           | 7      |

| チャート (2016年)            | 最高位 |
| ---------------------------- | ------ |
| ベルギー (Ultratop Flanders) | 54     |
| ベルギー (Ultratop Wallonia) | 79     |
| フランス (SNEP)              | 87     |
| イタリア (FIMI)              | 73     |
| スペイン (PROMUSICAE)        | 45     |
| スイス (Schweizer Hitparade) | 24     |